# KAGI
A KAGI (korábban KUIN) a Dél-oregoni Egyetem tulajdonában álló közszolgálati hírrádió az Amerikai Egyesült Államok Oregon államának Grants Pass városában, a Jefferson Public Radio hálózatának része és a National Public Radio tagja. A térségben egy ultrarövidhullámú átjátszóadója (K50BZ-FM) is működik.
A Grants Pass-i térség legrégebbi csatornája, 1939. december 16-án indult KUIN néven; a KAGI hívójelet 1958-ban vette fel, ekkor teljesítményét is megnövelték. Első 52 évében a Smulin család működtette, majd 1991-ben a Dél-oregoni Egyetemnek adományozták.

## Története
A KUIN-t, Grants Pass első rádióadóját a Bill Smullin (a California Oregon Broadcasting, Inc. alapítója) és Amos Voorhies (a Grants Pass Daily Courier kiadója) által létrehozott Southern Oregon Broadcasting Company indította 1939. december 16-án. Hívójele a rádió igazgatója, John Bauriedel feleségének nevéből (Quinn) ered.
Az adást 1310 kHz-ről 1941. március 19-én az észak-amerikai regionális műsorszórási megállapodás részeként 1340 kHz-re költöztették. 1940. június 4-én teljesítménye százról kétszázötven wattra nőtt. 1943-ban a Mutual Broadcasting System és a Don Lee Network tagja lett. 1958-ban frekvenciája 930 kHz-re módosult, adóteljesítménye pedig ezer wattra nőtt; december 5-én hívójele KAGI lett. 1948-ban az 1480 kHz-re költöztetést és teljesítményének ötezer wattra növelését az interferenciára hivatkozva megtagadták.
1961-ben, egy évvel Voorhies halála után az adót eladták a szintén a Southern Oregon Broadcasting Company tulajdonában álló KAGI csoportnak.
1991-ben a háromszázezer dollár értékűre becsült csatornát a Smullin család a Dél-oregoni Egyetemnek adományozta; azóta zenék helyett híreket sugároz.

## Fordítás
- Ez a szócikk részben vagy egészben  a   KAGI című angol Wikipédia-szócikk ezen változatának fordításán alapul.  Az eredeti cikk szerkesztőit annak laptörténete sorolja fel. Ez a jelzés csupán a megfogalmazás eredetét és a szerzői jogokat jelzi, nem szolgál a cikkben szereplő információk forrásmegjelöléseként.